# Dyn (enhet)
Inom fysik är dyn (även med symbolen "dyn", från det grekiska δύναμις, dynamis, som betyder styrka, kraft) en enhet för mekanisk kraft specificerad i  centimeter-gram-sekund-måttsystemet (CGS), en föregångare till det moderna SI. En dyn är detsamma som 10 µN (mikronewton). 
Dyn definieras som den kraft, varmed en kropp med massan 1 g påverkas vid en acceleration av 1cm/sek².
1 dyn = 1 g·cm/s² = 10−5 kg·m/s² = 10−5 N
1 newton = 1 kg·m/s² = 105 g·cm/s² = 105 dyn
Dyn per centimeter är enheten som traditionellt används för att mäta ytspänning. Till exempel är ytspänningen hos destillerat vatten 72 dyn/cm vid 25 ⁰C (77 ⁰F); i SI-enheter är detta 72⋅10−3 N/m eller 72 mN/m.